# Listă de filme idol: D
Aceasta este o listă de filme idol în ordine alfabetică. Vedeți Listă de filme idol pentru lista principală.
| Film | An   | Regizor                                                           | Surse                |
| --- | ---- | ----------------------------------------------------------------- | -------------------- |
| Da Uomo a Uomo (Death Rides a Horse)                                                                            | 1967 | Giulio Petroni                                                    | [ 1 ]                |
| Daft Punk's Electroma                                                                                           | 2006 | Daft Punk                                                         | [ 2 ]                |
| Daheim Sterben die Leut'                                                                                        | 1985 | Klaus Gietinger and Leo Hiemer                                    | [ 3 ]                |
| Dance, Girl, Dance                                                                                              | 1940 | Dorothy Arzner                                                    | [ 4 ]                |
| Dancer in the Dark                                                                                              | 2000 | Lars von Trier                                                    | [ 5 ]                |
| Danger: Diabolik                                                                                                | 1968 | Mario Bava                                                        | [ 6 ]                |
| The Darjeeling Limited                                                                                          | 2007 | Wes Anderson                                                      | [ 7 ]                |
| The Dark Backward                                                                                               | 1991 | Adam Rifkin                                                       | [ 8 ]                |
| Dark City | 1998 | Alex Proyas                                                       | [ 9 ]                |
| Dark Crystal | 1982 | Jim Henson and Frank Oz                                           | [ 10 ] [ 11 ] [ 12 ] |
| Dark Night of the Scarecrow                                                                                     | 1981 | Frank De Felitta                                                  | [ 13 ]               |
| Dark Star | 1974 | John Carpenter                                                    | [ 14 ]               |
| Darkman | 1990 | Sam Raimi                                                         | [ 15 ]               |
| Darktown Strutters                                                                                              | 1975 | William Witney                                                    | [ 16 ]               |
| Daughters of the Dust                                                                                           | 1991 | Julie Dash                                                        | [ 17 ]               |
| Dawn of the Dead                                                                                                | 1978 | George A. Romero                                                  | [ 18 ]               |
| Day of the Dead                                                                                                 | 1985 | George A. Romero                                                  | [ 19 ]               |
| The Day The Clown Cried                                                                                         | 1972 | Jerry Lewis                                                       | [ 20 ]               |
| The Day The Earth Stood Still                                                                                   | 1951 | Robert Wise                                                       | [ 21 ]               |
| Dazed and Confused                                                                                              | 1993 | Richard Linklater                                                 | [ 22 ]               |
| Dead & Buried                                                                                                   | 1981 | Gary Sherman                                                      | [ 23 ]               |
| The Dead Father                                                                                                 | 1985 | Guy Maddin                                                        | [ 24 ]               |
| Dead Kids (also known as Strange Behavior and Small Town Massacre)                                              | 1981 | Michael Laughlin                                                  | [ 25 ]               |
| Dead Man | 1995 | Jim Jarmusch                                                      | [ 26 ]               |
| Dead of Night                                                                                                   | 1945 | Alberto Cavalcanti, Charles Crichton, Basil Dearden, Robert Hamer | [ 27 ]               |
| The Dead Pit | 1989 | Brett Leonard                                                     | [ 28 ]               |
| Dead Ringers | 1988 | David Cronenberg                                                  | [ 29 ]               |
| Deadlock | 1970 | Roland Klick                                                      | [ 30 ]               |
| Deadly Friend                                                                                                   | 1986 | Wes Craven                                                        | [ 31 ]               |
| Deadly Prey | 1986 | David A. Prior                                                    | [ 32 ]               |
| Deafula | 1975 | Peter Wechsberg                                                   |                      |
| Deathdream | 1974 | Bob Clark                                                         | [ 33 ]               |
| Death Race 2000                                                                                                 | 1975 | Paul Bartel                                                       | [ 34 ]               |
| Death to Smoochy                                                                                                | 2002 | Danny DeVito                                                      | [ 35 ]               |
| Death Wish | 1974 | Michael Winner                                                    | [ 36 ]               |
| Death Wish 3 | 1985 | Michael Winner                                                    | [ 37 ]               |
| Le Déclin de l'Empire Américain (The Decline of the American Empire)                                            | 1986 | Denys Arcand                                                      | [ 38 ]               |
| The Decline of Western Civilization Part II: The Metal Years                                                    | 1988 | Penelope Spheeris                                                 | [ 39 ]               |
| Deep End | 1970 | Jerzy Skolimowski                                                 | [ 4 ]                |
| Deep Throat | 1972 | Gerard Damiano                                                    | [ 40 ]               |
| Defending Your Life                                                                                             | 1991 | Albert Brooks                                                     | [ 41 ]               |
| Dekalog | 1988 | Krzysztof Kieślowski                                              | [ 42 ]               |
| Delicatessen | 1991 | Jean-Pierre Jeunet and Marc Caro                                  | [ 43 ]               |
| The Descent | 2005 | Neil Marshall                                                     | [ 44 ]               |
| Demonlover | 2002 | Olivier Assayas                                                   | [ 45 ]               |
| Demon Knight | 1995 | Ernest R. Dickerson                                               | [ 46 ]               |
| Dèmoni (Demons)                                                                                                 | 1985 | Lamberto Bava                                                     | [ 47 ]               |
| Deranged | 1974 | Alan Ormsby and Jeff Gillen                                       | [ 48 ]               |
| Desert Hearts                                                                                                   | 1985 | Donna Deitch                                                      | [ 49 ]               |
| Desperate Teenage Lovedolls                                                                                     | 1984 | David Markey                                                      | [ 50 ]               |
| Desperately Seeking Susan                                                                                       | 1985 | Susan Seidelman                                                   | [ 51 ]               |
| Detour | 1945 | Edgar G. Ulmer                                                    | [ 4 ]                |
| Deux Heures Moins le Quart avant Jésus-Christ (Quarter To Two Before Jesus-Christ)                              | 1982 | Jean Yanne                                                        | [ 52 ]               |
| The Devil-Doll                                                                                                  | 1936 | Tod Browning                                                      | [ 53 ]               |
| Devil Girl from Mars                                                                                            | 1953 | David MacDonald                                                   | [ 54 ]               |
| The Devil's Advocate                                                                                            | 1997 | Taylor Hackford                                                   | [ 55 ]               |
| The Devil's Rain                                                                                                | 1975 | Robert Fuest                                                      | [ 56 ]               |
| The Devil's Rejects                                                                                             | 2005 | Rob Zombie                                                        | [ 57 ]               |
| The Devils | 1971 | Ken Russell                                                       | [ 58 ]               |
| Les Diaboliques                                                                                                 | 1955 | Henri-Georges Clouzot                                             | [ 59 ]               |
| La Dialectique Peut-Elle Casser Des Briques? (Can Dialectics Break Bricks?)                                     | 1973 | René Viénet                                                       | [ 60 ]               |
| Diggstown | 1992 | Michael Ritchie                                                   | [ 61 ]               |
| Dikkenek | 2006 | Olivier Van Hoofstadt                                             | [ 62 ]               |
| Dillinger è Morto (Dillinger Is Dead)                                                                           | 1969 | Marco Ferreri                                                     | [ 63 ]               |
| Dirty Work | 1998 | Bob Saget                                                         | [ 64 ]               |
| Dis – En Historie om Kjærlighet (A Story About Love)                                                            | 1995 | Aune Sand                                                         | [ 65 ]               |
| Disco Dancer | 1982 | Babbar Subhas                                                     | [ 66 ]               |
| Les Disparus de Saint-Agil (Boys' School)                                                                       | 1938 | Christian-Jaque                                                   | [ 67 ]               |
| Diva | 1981 | Jean-Jacques Beineix                                              | [ 68 ]               |
| Django | 1966 | Sergio Corbucci                                                   | [ 69 ]               |
| The Driver | 1978 | Walter Hill                                                       |                      |
| Dr. Cyclops | 1940 | Ernest B. Schoedsack                                              | [ 70 ]               |
| Dr. Goldfoot and the Bikini Machine                                                                             | 1965 | Norman Taurog                                                     | [ 71 ]               |
| Dr. Phibes Rises Again                                                                                          | 1972 | Robert Fuest                                                      | [ 72 ]               |
| Dogma | 1999 | Kevin Smith                                                       |                      |
| Dogville | 2003 | Lars von Trier                                                    | [ 73 ]               |
| Dolemite | 1975 | D'Urville Martin                                                  | [ 74 ]               |
| Don | 1978 | Chandra Barot                                                     | [ 75 ]               |
| Don't Be Afraid of the Dark                                                                                     | 1973 | John Newland                                                      | [ 76 ]               |
| Dont Look Back                                                                                                  | 1965 | D.A. Pennebaker                                                   | [ 77 ]               |
| Don't Look Now                                                                                                  | 1973 | Nicolas Roeg                                                      | [ 78 ]               |
| Don't Tell Mom the Babysitter's Dead                                                                            | 1991 | Stephen Herek                                                     | [ 79 ]               |
| Donnie Darko | 2001 | Richard Kelly                                                     | [ 19 ]               |
| The Doom Generation                                                                                             | 1995 | Gregg Araki                                                       | [ 80 ]               |
| Double Down | 2005 | Neil Breen                                                        | [ 81 ]               |
| Double Team | 1997 | Tsui Hark                                                         | [ 82 ]               |
| Dougal and the Blue Cat (Pollux et le Chat Bleu)                                                                | 1970 | Serge Danot                                                       | [ 83 ]               |
| The Dover Boys                                                                                                  | 1942 | Chuck Jones                                                       | [ 84 ]               |
| Down and Dirty Duck                                                                                             | 1975 | Charles Swenson                                                   | [ 85 ]               |
| Down By Law | 1986 | Jim Jarmusch                                                      | [ 86 ]               |
| Dracula (also known as Horror of Dracula)                                                                       | 1958 | Terence Fisher                                                    | [ 87 ]               |
| Drácula (often nicknamed Spanish Dracula to distinguish it from the similar titled film released the same year) | 1931 | George Melford                                                    | [ 88 ]               |
| Dragonslayer | 1981 | Matthew Robbins                                                   | [ 89 ]               |
| Dredd | 2012 | Pete Travis                                                       | [ 90 ]               |
| Dressed to Kill                                                                                                 | 1980 | Brian De Palma                                                    | [ 91 ]               |
| Dreszcze (Shivers)                                                                                              | 1981 | Wojciech Marczewski                                               | [ 92 ]               |
| The Driller Killer                                                                                              | 1979 | Abel Ferrara                                                      | [ 93 ]               |
| Drive | 2011 | Nicolas Winding Refn                                              | [ 94 ]               |
| Drop Dead Fred                                                                                                  | 1991 | Ate de Jong                                                       | [ 95 ]               |
| Drugstore Cowboy                                                                                                | 1989 | Gus Van Sant                                                      | [ 96 ]               |
| Du Rififi Chez Les Femmes (Rififi)                                                                              | 1955 | Jules Dassin                                                      | [ 97 ]               |
| Duck Soup | 1933 | Leo McCarey                                                       | [ 4 ]                |
| Dunderklumpen!                                                                                                  | 1974 | Per Åhlin                                                         | [ 98 ]               |
| Dune | 1984 | David Lynch                                                       | [ 99 ]               |
| Dünyayı Kurtaran Adam (The Man Who Saved the World, but better known as Turkish Star Wars)                      | 1982 | Çetin İnanç                                                       | [ 100 ]              |
| Dzhentlmeny Udachi (Gentlemen of Fortune)                                                                       | 1971 | Aleksandr Seryj                                                   | [ 101 ]              |
| Dziewczyny do Wzięcia (Marriageable Girls)                                                                      | 1972 | Janusz Kondratiuk                                                 | [ 102 ]              |